# Cultura LGBT in Germania

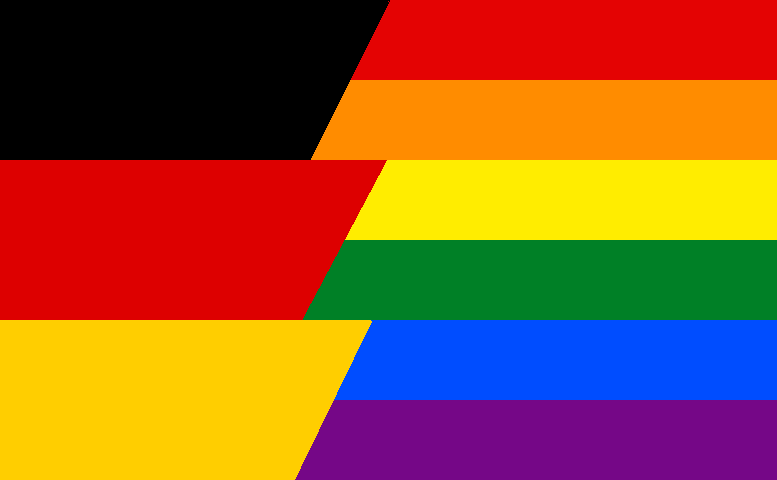
La bandiera tedesca associata ai colori della bandiera arcobaleno.

La cultura LGBT in Germania si è sviluppata storicamente prima di tutti gli altri paesi europei e del mondo attraverso il primo movimento omosessuale durante l'impero tedesco; dopo la sconfitta nella seconda guerra mondiale si riorganizzò soprattutto a partire dalla seconda metà del XX secolo e immediatamente dopo la riunificazione tedesca, fino a fare col nuovo millennio della capitale Berlino uno dei luoghi di ritrovo più ricercati dalla comunità LGBT.

## Gruppi e associazionismo prima della riunificazione
Uno dei gruppi culturalmente più influenti all'interno del movimento di liberazione omosessuale fu il collettivo "Ödipus-Kollektiv" appartenente alla Homoseksuellen Aktion di Amburgo. Il gruppo scandalizzò sia gli omosessuali sia la società in generale con la sua opera teatrale Brühwarm - ein schwuler Jahrmarkt la quale partecipò ad un tour in tutto il paese.
Il gruppo, che cercò di pubblicizzare i problemi specifici degli omosessuali, servì da esempio per i gruppi teatrali che emersero in seguito, spesso a partire da feste con travestitismo e sviluppando nel tempo uno stile proprio.
L'esempio americano fu seguito, in particolare nell'organizzazione del tempo libero, per tutti gli anni '80: gruppi sportivi, teatro, escursioni, cori etc.

### Studi LGBT
A metà degli anni '70 iniziarono i primi tentativi di trasformare lo studio dell'omosessualità in una materia scolastica. Nel 1976 l'università popolare di Düsseldorf fece il primo corso di questo tipo e nel 1978 corsi di omosessualità furono fissati come parte delle offerte formative nelle università di Düsseldorf, Berlino e Hannover.
A metà di quello stesso decennio iniziarono anche gli studi LGBT nelle università tedesche con l'opera Der gewöhnliche Homosexuelle (1974; "L'omosessuale comune") di Martin Dannecker e Reimund Reiche. Insieme con il lavoro di Rüdiger Lautmann, si trasformarono ben presto nel canone degli studi LGBT.
Nel 1981 iniziarono i corsi e gli incontri per gay dell'accademia Freies Tagungshaus Waldschlösschen nei pressi di Gottinga. Nel 1984 si realizzò l'esposizione "Eldorado" a Berlino Ovest, la quale mostrava al pubblico la storia locale degli omosessuali; l'iniziativa generò la creazione del privato Schwules Museum, il primo museo interamente dedicato all'omosessualità e comprendente una biblioteca tematica, archivi e pubblicazioni della rivista "Capri".
Importante per lo studio della storia LGBT è anche il Centrum Schwule Geschichte di Colonia (Germania), creato nel 1984, che realizza varie esposizioni. Dal 1998 il Fachverband Homosexualität und Geschichte pubblica la rivista annuale "Invertito" dedicata alla storia dell'omosessualità.

## Vita sociale

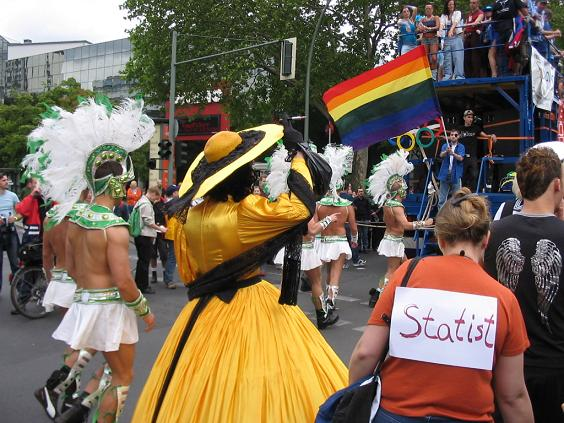
Celebrazione del Christopher Street Day a Berlino nel 2004.

Nelle grandi città, innanzitutto a Berlino e a Colonia (Germania), vi è una vasta scena gay. Il quartiere berlinese di Schöneberg (Berlino) è noto per la sua alta concentrazione di residenti omosessuali e la zona corrispondente intorno a Motzstraße è il più ampio quartiere gay e lesbico di Berlino. Esiste anche l'annuale Lesbisch-schwules Stadtfest Berlin (Festival cittadino lesbico e gay) che si svolge nella Nollendorfplatz e che attira centinaia di migliaia di visitatori.
Negli anni '70 la scena gay si concentrava maggiormente attorno a Kiez nella Kulmer Straße. Ricchi di infrastrutture sono anche i quartieri berlinesi di Prenzlauer Berg, di Kreuzberg e di Friedrichshain; nell'ambito gay alternativo che si riunisce a Wagenplatz Kanal la zona di Tuntenhaus aperta nel 1981 è molto conosciuta assieme al territorio adiacente che è emerso in origine da un edificio occupato.
A Colonia i distretti principali di vita gay sono tutti quelli adiacenti a Rudolfplatz e intorno a Heumarkt (Köln) e Alter Markt (Köln). La comunità gay e lesbica di Colonia celebra due feste di strada separate in questi due centri nella settimana che precede il Christopher Street Day (CSD) nel mese di agosto. Il Gay Pride di Colonia è, dopo il carnevale, il più grande evento ospitato dalla città. Nel 2005 proprio a Colonia sono state organizzate le Lesben- und Schwulen Olympiade e nel 2010 vennero celebrati i Gay Games.
Il social network gay PlanetRomeo (precedentemente noto come GayRomeo) contiene profili di iscritti provenienti da tutto il mondo ed è, a tutto il 2012, il più grande sito web in lingua tedesca presente su Internet, con circa un milione e mezzo di contatti. Nel settembre 2006 il funzionamento del portale è passato ad una società di Amsterdam per evitare problemi a causa della legislazione più rigorosa (rispetto ad altri paesi europei) introdotta in materia di tutela dei minori. Un'altra piattaforma è costituita da GayChat.
A causa dall'omosessualità dichiarata del cantante Peter Plate e delle attività correlate alla politica della band pop/rock Rosenstolz questi godono di grande popolarità presso il pubblico, assieme a Hella von Sinnen e al comico Dirk Bach. Marianne Rosenberg è assai popolare all'interno del movimento gay a partire dagli anni '80 ed è impegnata da molti anni nella lotta contro l'AIDS.
Tra le più grandi associazioni sportive gay e lesbiche europee ci sono il Vorspiel – Sportverein für Schwule und Lesben Berlin e il Frankfurter Volleyball Verein, club di pallavolo con sede a Francoforte sul Meno; il primo, fondato nel 1985, comprende oggi 15 differenti discipline sportive. Particolarità dell'associazione sono il reparto sportivo che offre integrazione per le persone affette da sieropositività e il nuoto sincronizzato maschile. Vi è poi il gruppo Die Schrillmänner nato nel 1988 il quale abbina attività ludiche ad impegno politico.
Esistono infine diversi club, che vanno dall'impegno nella tradizionale danza bavarese Schuhplattler a quella monacense Schwuhplattler. Il primo club di drag queen chiamato Rosa Funken è stato fondato a Colonia nel 1995.
Una panoramica sull'intera Storia LGBT viene data dallo Schwules Museum con sede a Berlino.

## Media

### Film
Le produzioni cinematografiche e televisive di maggior successo tedesche con l'omosessualità come tema centrale comprendono la serie Berlin Bohème, Montagsgeschichten, Montagskinder, Von Mann zu Mann, così come i film Sommersturm e Der bewegte Mann. Quest'ultimo è basato sull'opera del fumettista Ralf König, che delle questioni gay ha fatto un'ampia pubblicità ed è noto anche oltre i confini tedeschi fino all'Europa centrale.
Nella produzione di Rosa von Praunheim assai importante è la pellicola Non è l'omosessuale ad essere perverso, ma la situazione in cui vive in cui viene trattata la vita di molti uomini gay inseriti nella sottocultura dei primi anni '70. Per le controversie che ha suscitato il film è stato il catalizzatore per la nascita del moderno movimento per i diritti LGBT in Germania.
Tra gli altri film degli anni '70, con l'eccezione dell'influente pellicola di von Praunheim, si continuarono ad utilizzare i temi del passato decennio che voleano gli omosessuali simboli mostruosi del male o individui deboli e perversi, come hanno fatto rispettivamente Die zärtlichkeit des Wolfes (1973; La delicadeza del lobo) e Il diritto del più forte (1975) diretto da Rainer Werner Fassbinder. Il cambiamento i atteggiamento è avvenuto soprattutto attraverso i film stranieri, statunitensi come Festa per il compleanno del caro amico Harold (1970) e Quel pomeriggio di un giorno da cani (1975) e italofrancesi come Il vizietto (1978).
Uno dei film tedeschi a tematica LGBT si maggior successo è stato Ai cessi in tassì del 1980 diretto da Frank Ripploh in cui lo stesso autore descrive una parte della propria vita come insegnante gay; girato con un bilancio minimo è ora diventato un autentico film di culto. Per la prima volta si osò vedere la parte comica nelle attività sessuali dei gay. A questo sono seguiti innumerevoli altri film a tema sia per il cinema sia per la televisione, ma senza più un forte carattere di emancipazione o descrivendo questioni sociopolitiche omosessuali, con l'eccezione forse dei film sull'AIDS.
Altri film noti che trattano lo stile di vita gay furono Gigolò (film) (1978) con David Bowie e Querelle de Brest (film) (1982) di Fassbinder, ultimo lavoro del regista; una pellicola surreale e molto sperimentale che è considerata come la sua opera migliore. Infine il film per la televisione Westler (1985) che racconta una storia d'amore tra le due Germanie e girato in parte con una cinepresa nascosta in Germania Est.
Tra i documentari si segnala per originalità Rosa Winkel? Das ist doch schon lange vorbei... (Triangolo rosa? Questo è il tempo passato..., 1976) girato da Peter Recht, Detlef Stoffel e Christiane Schmerl che tratta del tema della storia degli omosessuali nella Germania nazista e durante l'olocausto.
Per premiare i migliori film con sfondo gay, lesbico e transgender esiste il Teddy Award che viene assegnato a Berlino alla vigilia della presentazione dell'Orso d'oro al Festival internazionale del cinema di Berlino; è presente ogni anno dal 1987 ed è stato ufficialmente riconosciuto dal Festival nel 1992.
Nella Repubblica Democratica Tedesca l'omosessualità è stata presa in primo piano solo nel 1989 con Coming Out (film 1989).
Anche per vari film apparsi in ambito regionale a partire dal 1993 e rigorosamente off-Mainstream (tra cui Prinz in Hölleland, divennero ben presto conosciuti, caratterizzandosi soprattutto per la rappresentazione autentica della sottocultura gay alternativa di Berlino-Kreuzberg all'inizio degli anni '90, o il documentario del 2003 Ich kenn keinen – Allein unter Heteros in cui vengono presentati i gay delle aree rurali, in special modo del Baden-Wuerttemberg, assieme al loro ambiente sociale.

### Radio
Nel 1985 si creò un programma radiofonico gay e, più tardi, anche per le lesbiche, Eldoradio, andando in onda due volte alla settimana; le emissioni sarebbero durate fino al 1991, quando fu chiusa la radio che lo trasmetteva.
Secondo l'associazione delle radio private esistenti dal 2003 Blu.FM è la prima stazione radio gay e lesbica tedesca. Il primo programma radiofonico esplicitamente rivolto al pubblico LGBT è stato Eldoradio che ha trasmesso fin dal 1985 arrivand anche a Berlino.
Dal 1º novembre 2008 TIMM è stato il canale radiotelevisivo in lingua tedesca a livello nazionale che ha allineato il suo programma anche per gli uomini omosessuali. La trasmissione è però presto cessata.

### Stampa
La prima rivista al mondo con tematiche omosessuali stampata in Germania è stata Der Eigene, pubblicata dal 1896 al 1932 dal berlinese Adolf Brand. Con la riforma del paragrafo 175 avvenuta il 25 giugno 1969 la comparsa di riviste gay nella Repubblica Federale di Germania è stata possibile: DU&ICH stampata dall'ottobre 1969 fino ad oggi, originariamente diretta dal pubblicista Alexander Ziegler e dall'aprile 1970 fino al 1981 da Hans Eppendorfer e DON, stampata dal maggio 1970 al 1995 e originariamente diretta da Jens M. A. Reimer.
Nel 1975 Volker Bruns e Peter Heldentröm, ex membri della HAW (Homosexuelle Aktion Westberlin) fondarono la prima società specializzata in tematiche LGBT. la Verlag rosa Winkel editore. L'intenzione era quella di metter a disposizione le opere pubbliche che sarebbero state difficilmente pubblicate dai grandi editori. La casa editrice è rimasta nel mercato per 25 anni fino a quando non ha cessato le attività nel 2001.
Nel maggio 1975 uscì la rivista Emanzipation, iniziata come gruppi di schede tecniche nel sud del paese, divenne ben presto una rivista nazionale, la prima ad essere stata venduta nelle edicole. Nel dicembre dello stesso anno a Berlino si cominciò a pubblicare la rivista Schwuchtel che si occupava di questioni considerate ancora come tabù o di quegli argoment che non venivno trattati dal movimento, come la pedofilia o il sadomasochismo.
A partire dalla fine degli anni '70 si crearono un cero numero di riviste, la maggior parte delle quali fu poi costretta a chiudere per mancanza di fondi. Nessuno di questi tenttivi è riuscito a sopravvivere per molto tempo.
Tra il 1975 e il 1982 la stampa appositamente curata per il movimento lesbico (Lesbenpresse) in Germania Ovest ha avuto un ruolo speciale. Nel corso del dopoguerra diverse riviste tra cui Box, rik, GAB e hinnerk e poi blu e Siegessäule, sono esistite. L-Mag è nei paesi di lingua tedesca l'unica rivista oggi in commercio specificamente orientata verso le lesbiche.
Nel novembre 1978 si creò, seguendo il modello americano, la prima libreria LGBT a Berlino chiamata Eisenherz Prinz, che divenne rapidamente un importante punto d'incontro della cultura LGBT. Venne seguita da altre librerie ad Amburgo (Männerschwarm), Colonia (Lavendelschwert, sostituita nel 1996 da Ganimede), Monaco di Baviera (Sodoma, chiamata dal 1989 Max und Milian), Stoccarda (Erlkönig), Norimberga (Männertreu) e Francforte sul Meno (Oscar Wilde). Tutte operano strettamente collegate ed alcune di queste posseggono un sito web in comune.
Nel corso degli anni '70 e '80 i periodici più importanti furono Emanzipation (1975-1980), Rosa (1975-1981), Rosa Flieder (1979-1989) e Siegessäule (1984-1989). A partire dal 1982 si rieditò gran parte della rassegna stampa passata sotto il nome collettivo di Schwule Presseschau, che dal 1995 è stato ribattezzato Lesbi-Schwule Presseschau. Il primo tentativo professionale di realizzare una rivista per omosessuali fu Magnus che continuò a sopravvivere fino al 1995.
Querverlag fondata nel 1995 si autodescrive come la prima casa editrice lesbica e gay della Germania; inoltre partire dal 1981 la Bruno Gmünder Verlag è uno dei principali editori ad affrontare tematiche LGBT, in collaborazione con la libreria Prinz Eisenherz di Berlino, con una forte presenza online, uno degli editori di contenuti LGBT leader nel mondo.
La libreria Männerschwarm ha anche aumentato la sua attività editoriale a poco a poco e dalla metà degli anni 2000 ha assunto la pubblicazione del fondo editoriale di Verlag rosa Winkel.

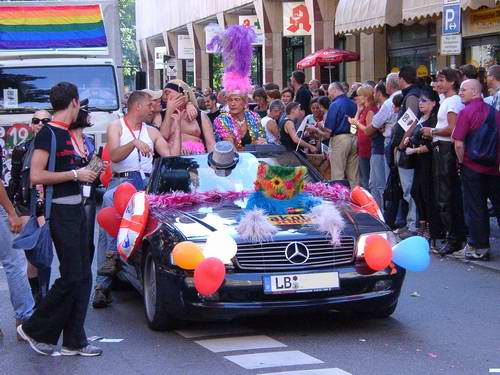
Il CSD a Stoccarda nel 2002.

## Christopher Street Day
Il primo Christopher Street Day (CSD) si è svolto nel 1979 a Berlino, con 400 partecipanti in parte mascherati, e a Brema. Più grandi manifestazioni di gay e lesbiche in Germania vi sono state però già nel 1972, la prima sfilata LGBT nella Repubblica Federale il 29 aprile a Münster. Nel frattempo CSD si organizzarono in quasi ogni grande città.
Con quasi un milione di partecipanti alla parata dell'Europride del 2002 a Colonia, si è dimostrato il più grande d'Europa. Ogni anno, sempre a Colonia, per la passerella finale di ColognePride partecipano insieme più di mezzo milione di spettatori. Le sfilate sono spesso accompagnate da celebrità e politici come il presidente del Bundestag Wolfgang Thierse, l'ex ministro federale Renate Künast, il sindaco di Berlino Klaus Wowereit, il sindaco di Francoforte Petra Roth, il governatore dello stato dell'Assia Roland Koch o il presidente verde Claudia Roth.
Il massimo numero i partecipanti si è avuto nel 2005 con l'allora ministro degli esteri e vice cancelliere Joschka Fischer. Nella maggior parte delle città il patronato della manifestazione è anche preso in consegna dai politici locali, solitamente il sindaco.
A causa della crescente commercializzazione dell'ormai annuale evento, il Transgenialer CSD si è sempre più affermato come alternativa maggiormente politica nel quartiere Kreuzberg di Berlino.